# ケフェウス座イオタ星
ケフェウス座ι星（ケフェウスざイオタせい、ι Cephei、ι Cep）は、ケフェウス座の恒星である。年周視差に基づいて計算した太陽からの距離は、約115光年である。見かけの等級は3.5で、肉眼でみることができる。

## 名称
中国では、ケフェウス座ι星は、「天上の鉤」を意味する天鈎（拼音: Tiān Gōu）という星官を、ケフェウス座4番星、HD 194298、ケフェウス座θ星、ケフェウス座η星、ケフェウス座α星、ケフェウス座ξ星、ケフェウス座26番星、ケフェウス座ο星と共に形成する。ケフェウス座ι星自身は、天鈎八、つまり天鈎の8番星と呼ばれる。

## 特徴
ケフェウス座ι星はK型巨星で、スペクトル型はK0 IIIとされる。ケフェウス座ι星は、レッドクランプとして知られる進化段階にあり、核ではヘリウムを燃焼してエネルギー源としている。ケフェウス座ι星は、半径が太陽の約10倍、質量は太陽の約2.15倍、光度は太陽の約50倍で、有効温度は約4,831Kとされる。

## 北極星

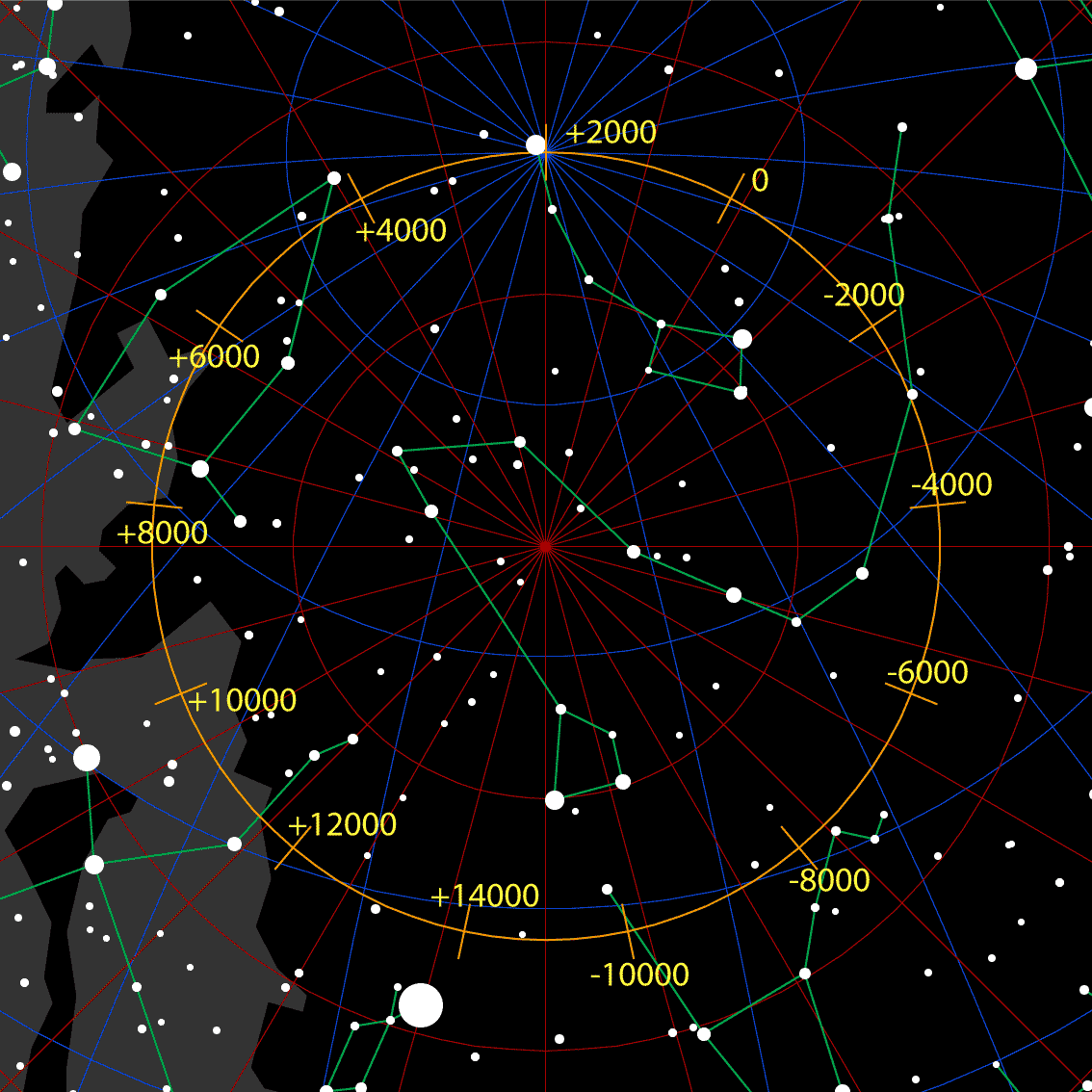
天の北極の軌道。西暦6000年代付近で、ケフェウス座ι星とケフェウス座β星の間を通る。

ケフェウス座ι星は、地球の歳差運動に伴う天の北極の軌道に近い肉眼等級の恒星で、西暦5000年代の内にはケフェウス座γ星の次の北極星とみなせるようになる。
| 前              | 北極星          | 後              |
| --------------- | --------------- | --------------- |
| ケフェウス座γ星 | ケフェウス座ι星 | ケフェウス座α星 |